# Цибулеві поля
«Цибулеві поля», також відомі як «Квіткові клумби в Голландії» — картина нідерландського художника Вінсента ван Гога; створена на початку 1883 року. Подарована Національній галереї мистецтв у Вашингтоні в 1983 році.
«Цибулеві поля» були першою садовою картиною Ван Гога олійною фарбою на полотні, встановленому на дереві. Вона була написана, коли Ван Гог був на другому курсі в Гаазі .
На картині зображені прямокутні ділянки синіх, жовтих, рожевих та червоних гіацинтів, вирощених голландським купцем цибулин. Низький ракурс краєвиду створює панорамний вид на поле з різнокольоровими весняними квітами, з солом'яними котеджами та голими деревами на задньому плані. Композиція дозволяє Ван Гогу досліджувати його інтерес в перспективі .
Здається, що Ван Гог залишив картину разом з іншими ранніми роботами в будинку своєї родини в Нуенені в 1885 році. Її зберігав тесляр Адріанус Шраувен, який продав картину разом з іншим нікчемним «сміттям» у 1902 році купцю JC Couvreur. Вона була виставлена в Кунцзалоні Ольдензеель у Роттердамі в 1902 році з назвою «Тулпенланд» (голландська: «Поля тюльпанів»). Його купив Ян Сміт у 1905 році, а продав онуку Джону Ентовену у 1919 році. Пройшовши через руки кількох торговців, його придбав Пол Меллон із галереї Кнодлер у 1955 році. Меллон подарував її Національній галереї мистецтв у Вашингтоні в 1983 році.